# Casa Vilahur
La casa Vilahur es un edificio ubicado en Palamós (Gerona) incluido en el Inventario del Patrimonio Arquitectónico de Cataluña.

## Descripción
La casa está elevada unos 2 metros del nivel del suelo y se accede desde el jardín por un porche rectangular de 3 arcos rebajados y sostenidos por columnas de piedra, la del ángulo tiene grabada la fecha 1917.
La planta baja tiene un gran ventanal y una ventana más pequeña que da al mar, también de arco rebajado.
El piso superior tiene 3 balcones con barandilla de piedra trabajada y otro al lado derecho.
La parte alta está ocupada por una terraza con balaustrada y a la derecha se levanta una torreta cuadrada con cubierta a cuatro vientos apuntada de teja árabe vidriada. Este último nivel tiene los muros encalados que contrastan con el menaje de piedra con mortero del resto de la edificación.

## Historia
A principios de siglo, Francesc Vilahur Forners, compra un terreno delante del mar, en una zona oscura que solo contaba con tres edificaciones. En el año 1914, Isidre Bosch i Bataller hace un proyecto de torre (se conserva el documento con fecha de 22 de junio). La casa se construye según este mismo plano y quedará terminada el octubre de 1917. El año 1954, el arquitecto de Gerona Joan María de Ribot i Batlle (1919), se encarga de la restauración de los cimientos, que hacen peligrar la estabilidad del edificio, y dobla las columnas del porche para reforzar la estructura.
En los años 60 se hace una última reforma que consiste en trasladar la escala de la entrada que se encontraba al arco frontal de la casa para situarla en el jardín.